# Ngala Esther Ntala
Ngala Esther Ntala est une enseignante et femme politique camerounaise. Membre du principal parti d'opposition Front Social Démocrate, elle est députée à l'Assemblée nationale depuis 2007. 

## Biographie

### Carrière professionnelle
Ngala Esther Ntala fait l’essentiel de sa carrière dans sa région natale. Elle travaille comme enseignante d’économie sociale et familiale pendant plusieurs années. Plus tard elle est promue inspectrice provinciale de pédagogie dans le Nord Ouest du Cameroun. Elle prend sa retraite en 2004.

### Carrière politique
Ngala Esther Ntala intègre le Front social démocrate en 1990 une année avant un certain Joshua Osih. Elle est élue députée du département du Donga Mantung dans la Région du Nord-Ouest à l'issue des élections législatives de 2007.
Unique femme élue députée du principal parti de l'opposition à cette élection, elle est membre de la commission des affaires culturelles, sociales et familiales à l'assemblée nationale. Elle milite à la promotion du bilinguisme français-anglais dans les écoles camerounaises. Elle est réélue pour un second mandat parlementaire de cinq ans en septembre 2013. 